# ClinVar
ClinVar é um arquivo público de livre acesso de relatórios das relações entre variações e fenótipos humanos, com evidências de apoio.  O banco de dados inclui variantes germinativas e somáticas de qualquer tamanho, tipo ou localização genômica. Interpretações são submetidas por laboratórios de testes clínicos, laboratórios de pesquisa, bancos de dados específicos de locus, UniProt, painéis de especialistas e diretrizes práticas..  Empresas de testes de DNA acessíveis para os consumidores obtêm informações de 4.294 variantes no ClinVar.